# Eastham (Massachusetts)
Eastham – miasto w Stanach Zjednoczonych, w stanie Massachusetts, w hrabstwie Barnstable, nad Atlantykiem.